# Société d'histoire de Sherbrooke

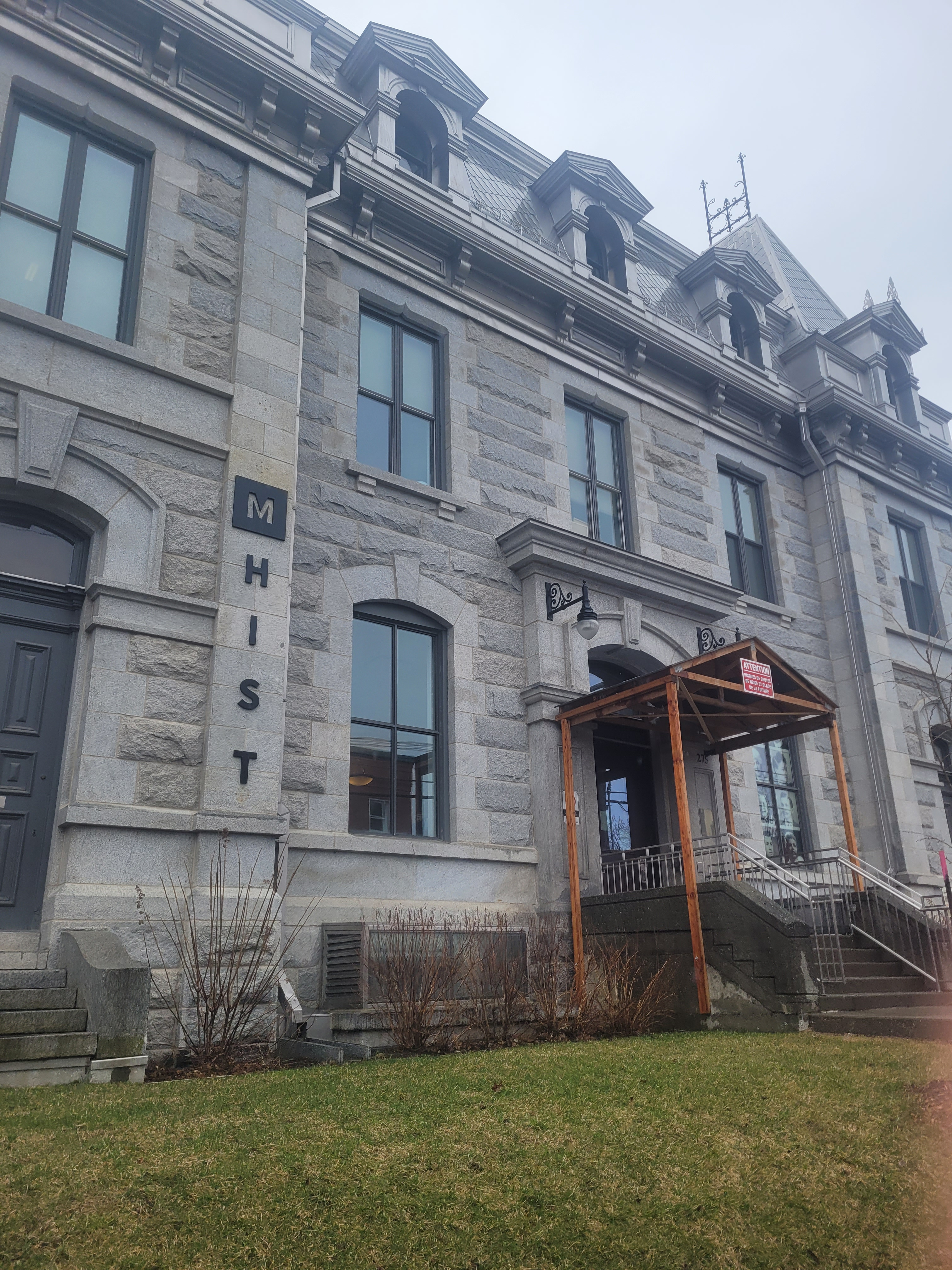
Entrée du musée d'histoire de Sherbrooke se trouvant à côté du musée des beaux arts de Sherbrooke et qui se trouve à l'intersection de la rue Dufferin et de la rue Bank

Le Musée d'histoire de Sherbrooke - Mhist est logé dans l'ancien édifice historique du Bureau de poste et de douanes de Sherbrooke, en Estrie, qui fut aussi l'ancienne bibliothèque municipale.
Fondé en mars 1927 sous le nom de Société d'histoire des Cantons-de-l'Est, il prend le nom de Musée d'histoire de Sherbrooke en 1919. Il gère trois salles d'exposition : une exposition permanente intitulée Mémoires sherbrookoises, une deuxième accueille des expositions thématiques temporairee, ainsi qu' une salle d'exposition dans la centrale Frontenac, la plus vieille centrale hydroélectrique encore en fonction du Québec.
Le Mhist possède un Service d'archives privées agréé par Bibliothèque et Archives nationales du Québec.
Le Mhist est un musée de calibre régional, dont la mission est « conserver, étudier, mettre en valeur et diffuser le patrimoine historique documentaire et ethnologique de la région sherbrookoise; ce faisant, susciter l’intérêt et le sentiment d’appartenance des Sherbrookoises et Sherbrookois pour leur ville et son histoire et contribuer à faire de Sherbrooke une destination touristique reconnue. ».

## Histoire
La Société d'histoire de Sherbrooke, connue à l'origine sous le nom de « Société d'histoire des Cantons-de-l'Est », a été fondée en mars 1927. Dès son origine, la Société d'histoire a comme double vocation la conservation du patrimoine local et régional et la diffusion de l'histoire de Sherbrooke et des Cantons-de-l'Est.
La société prend le nom de Société d'histoire de Sherbrooke le 17 avril 1989 et reçoit de Bibliothèque et archives nationales du Québec l'agrément de son service d'archives privées le 24 août 1990. En 1991, la ville de Sherbrooke construit un nouvel édifice pour loger la bibliothèque municipale et aménage les locaux de la rue Dufferin pour accueillir la Société d'histoire de Sherbrooke.

## Expositions présentes et passés
En cours
- 6 juin 2024 au 20 octobre 2024 : Mode féminine en 5 temps